# Klaus John (Politiker)
Klaus John (* 1940 in Frankfurt an der Oder; † 24. Januar 2003) war ein deutscher Politiker (PDS).
Nach seinem Abitur studierte John von 1960 bis 1966 Verfahrenstechnik und wurde so Problemanalytiker und Programmierer. Er war Abteilungsleiter für Prozesssteuerung und Prozessautomatisierung sowie Hauptabteilungsleiter für Datenverarbeitung.
John war Gemeinderatsmitglied und ehrenamtlicher Bürgermeister von Diensdorf-Radlow. Vom 5. Juli 1999 bis 29. September 1999 saß er kurz im Landtag Brandenburg. Er rückte für die ausgeschiedene Christel Fiebiger nach.
John hinterließ eine Frau und zwei Kinder.